# 楠渓町駅
楠渓町駅（なんけいちょうえき）は、かつて樺太大泊郡大泊町楠渓町に存在した鉄道省樺太東線の駅である。現在はロシア鉄道極東鉄道支社サハリン地域部のスターリーヴァクサール駅（о.п. Старый вокзал）である。一般的に"Корсаков (старый вокзал)"（コルサコフ・スターリーヴァクサール）と呼称される。

## 歴史
- 1906年（明治39年）12月1日 - 軍需輸送を目的に600mm軌間の軍用軽便鉄道の当駅 - ウラジミロフカ駅（豊原駅）間(43.3km)に開通により開業。当時の駅名はコルサコフ。
- 1907年（明治40年）
  - 3月15日 - 樺太庁発足。軍用鉄道を樺太庁鉄道に移管。
  - 8月1日 - 当駅 - 豊原駅間で一般運輸営業開始。
- 1908年（明治41年）4月1日 - 大泊駅（おおどまりえき）に改称[2]。
- 1910年（明治43年）11月3日 - 1,067mm軌間に改軌。
- 1913年（大正2年）8月15日 - 楠渓町駅に改称[2]。
- 1943年（昭和18年）4月1日 - 南樺太の内地化により、鉄道省（国有鉄道）に編入。
- 1945年（昭和20年）8月 - ソ連軍が南樺太へ侵攻、占領し、駅も含め全線がソ連軍に接収される。
- 1946年（昭和21年）
  - 2月1日 - 日本の国有鉄道の駅としては、書類上廃止。
  - 4月1日 - ソ連国鉄に編入し「スターリーヴァクサール」に改称。
- 2019年 - 広軌（1520mm）に改軌。

## 現在の駅構造
単式ホーム1面1線を有する停留場。駅員無配置で、駅舎は設けられておらず直接ホームに入る構造である。

## 駅名の由来
日本名は当駅の所在する地名からであり、地名はアイヌ語の「クシュン・ウシ・コタン」（山を越えた所の川向かいの村）、「クシュョン・コタン」（波の静かな村）、「クシュ・ウン・コタン」（通路のある村）に由来。クシュンに楠、コタンに渓のそれぞれの字を当てた。久春古丹の項も参照。
ロシア語の現名称は「古い大規模駅」の意で、当駅が旧・コルサコフ駅および旧・大泊駅であったことにちなむ。

## 運行状況

### 1944年当時[4]
- 下りは、落合駅と敷香駅行きが各2本、上敷香駅行き、白浦駅行きと豊原駅行きが各1本であった。上りは大泊駅行き6本と大泊港駅が1本であった。

### 現在
- ピャーチ・ウグロフ - ユジノサハリンスク間の近郊列車（Д2系気動車列車、コルサコフ方面1本・ユジノサハリンスク方面2本）が平日のみ停車する。

## 画像

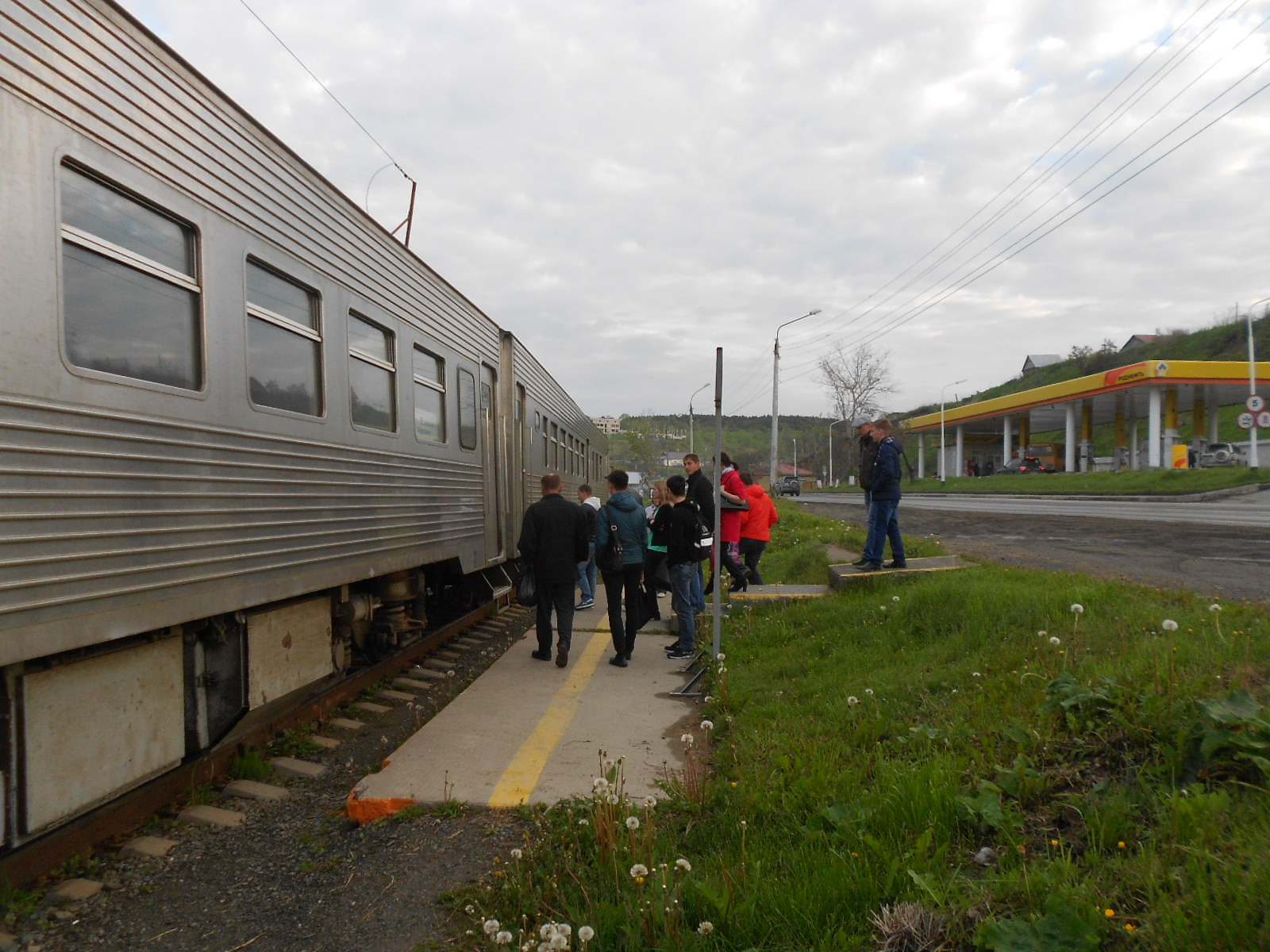
当駅に停車する列車
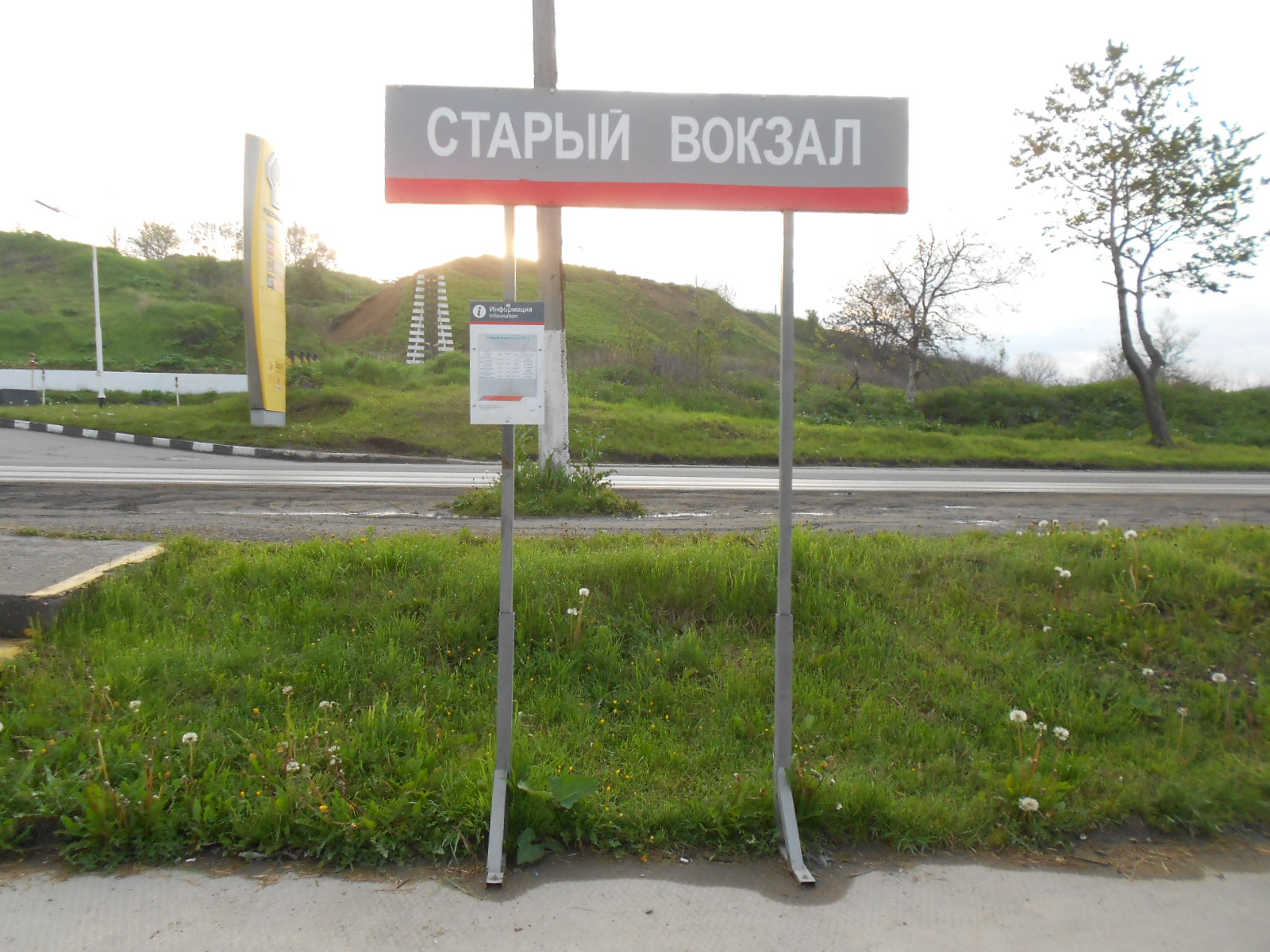
駅名標
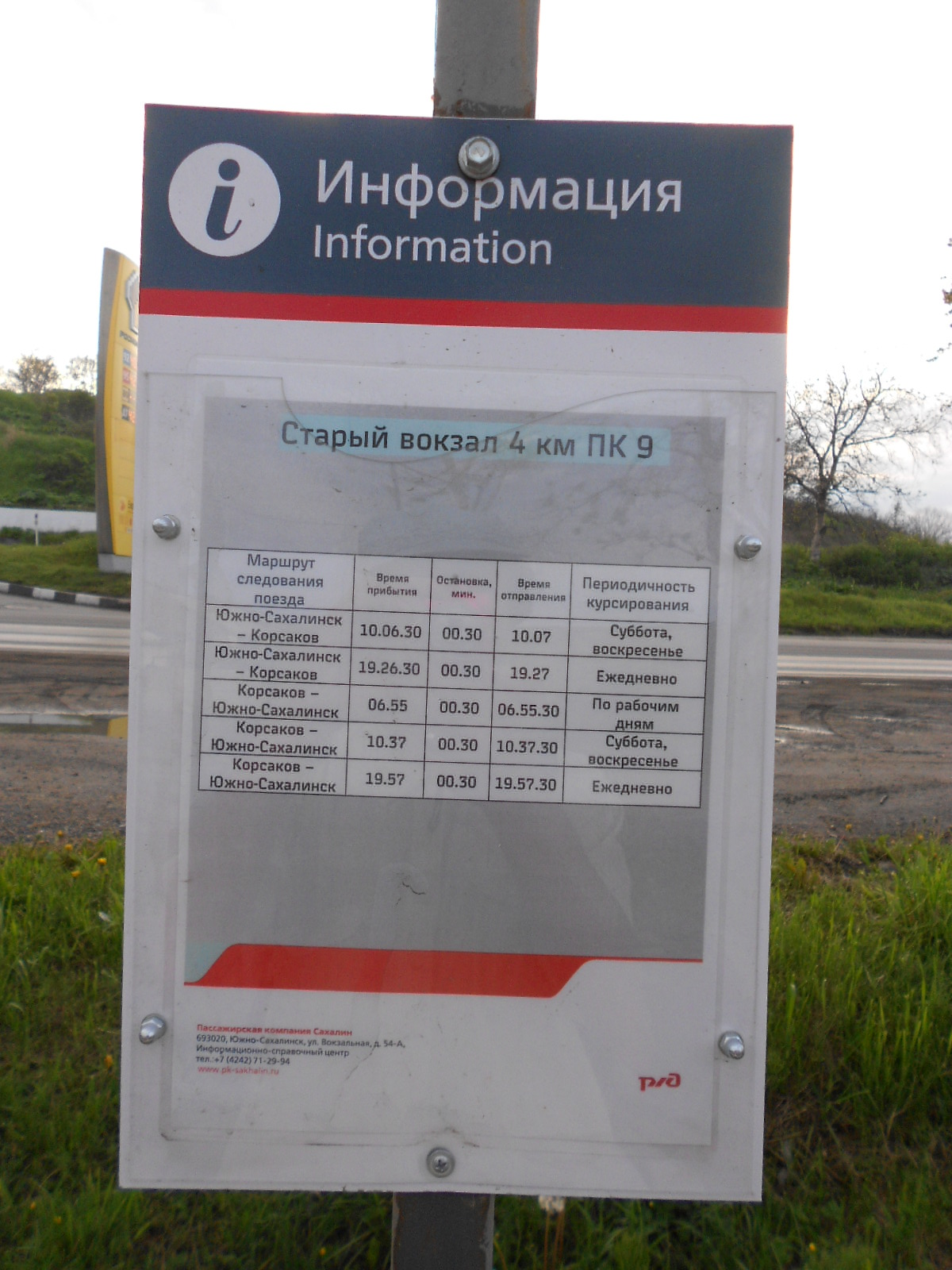
時刻表

## 駅周辺
- 表忠碑

## 隣の駅

### 1944年当時
鉄道省樺太鉄道局
樺太東線
大泊駅 - 楠渓町駅 - 一ノ沢駅

### 現在
ロシア鉄道極東鉄道支社サハリン地域部
コルサコフ-ノグリキ線
エレクトリーチカ（各駅停車）
コルサコフ駅 - スターリーヴァクサール駅 - ピェルヴァヤ・パーチ駅
※朝に運行される6017列車はエレクトリーチカであるが、当停留所を通過する。